# بزرگراه شهید آبشناسان
بزرگراه شهید آبشناسان با نام پیشین بزرگراه ایران پارس و با شماره بزرگراهی بزرگراه ۲۲ تهران بزرگراهی در شمال غربی شهر تهران است که به‌صورت شرقی ـ غربی امتداد دارد. این بزرگراه دارای طول تقریبیِ ۴ کیلومتر است. این بزرگراه در شرق از تقاطع بزرگراه اشرفی اصفهانی و بزرگراه هاشمی رفسنجانی آغاز می‌شود و در انتها به تقاطع میدان اول شهران ختم می‌شود.
این بزرگراه تقاطع‌هایی با بلوارهای سردار جنگل، جنت آباد و بزرگراه شهید ستاری و بزرگراه شهید باکری دارد. بزرگراه آبشناسان یکی از پرترافیک‌ترین بزرگراه‌های شهر تهران است.

## ترافیک بزرگراه آبشناسان
پس از ایجاد تونل نیایش و اتصال بزرگراه‌های صدر و نیایش به یکدیگر، تقاضای سفر در بزرگراه نیایش و امتداد غربی آن (آبشناسان) به‌شدت افزایش یافت. در نتیجه اعلام‌شد که هر طرحی که بتواند بخشی از ترافیک این معبر بزرگراهی را کاهش دهد، و به عنوان یک گزینه ترافیکی موازی مطرح شود، مؤثر و راهگشا خواهد بود.

## تقاطع‌ها
| از شرق به غرب     | از شرق به غرب                                |
| ----------------- | -------------------------------------------- |
|                   | بزرگراه هاشمی رفسنجانی بزرگراه اشرفی اصفهانی |
|                   | بلوار عدل شمالی                              |
|                   | بلوار سردار جنگل                             |
| دوربرگردان        |                                              |
|                   | بزرگراه ستاری                                |
|                   | بلوار کبیری طامه خیابان ایرانشهر جنوبی       |
| دوربرگردان        |                                              |
| در دست احداث      |                                              |
| چهارراه ایرانپارس | بلوار جنت آباد                               |
| در دست احداث      |                                              |
| دوربرگردان        |                                              |
|                   | بزرگراه باکری                                |
| دوربرگردان        |                                              |
| میدان اول شهران   | بلوار شهران خیابان نظری                      |
| از غرب به شرق     |                                              |